# Eumicrotremus derjugini
Eumicrotremus derjugini is een straalvinnige vissensoort uit de familie van snotolven (Cyclopteridae). De wetenschappelijke naam van de soort is voor het eerst geldig gepubliceerd in 1926 door Popov.